# トレバー・アリーザ
トレバー・アンソニー・アリーザ（Trevor Anthony Ariza, 1985年6月30日 - ）は、アメリカ合衆国・フロリダ州マイアミ生まれ、カリフォルニア州ロサンゼルス育ちの元プロバスケットボール選手。ポジションはスモールフォワードまたはシューティングガード。

## 経歴

### ニューヨーク・ニックス
ロサンゼルスの高校で彼は後にNBA入りするハッサン・アダムズ、ボビー・ブラウンと共にプレーして州の選手権まで進出した。UCLAに進み、1シーズン過ごした後に2004年のNBAドラフトにアーリーエントリーを表明した。ニューヨーク・ニックスより全体43位で指名を受けてNBA入り。19歳でデビューしたアリーザは、ニックスの歴史上で最年少の新人選手となった。
最初のシーズンはラリー・ブラウン監督のもとで80試合（ニックスの新人としては1991-92シーズンのグレッグ・アンソニーに次いで2人目）に出場したが、翌年の2005年のNBAドラフトでデビッド・リーが指名されると、次第に出場時間を奪われるようになった。

### オーランド・マジック
2006年2月21日、アンファニー・ハーダウェイと共にスティーブ・フランシスとのトレードに出されたアリーザはオーランド・マジックへ移籍した。

### ロサンゼルス・レイカーズ
2007年11月20日、ブライアン・クック、モーリス・エバンスとのトレードで、ロサンゼルス・レイカーズへ移籍。2008年1月には右足を骨折するが、その年5月のNBAカンファレンス決勝のサンアントニオ・スパーズとの第2戦で復帰。出場後の最初の1分で得点を記録した。
08-09シーズン途中にルーク・ウォルトンから先発の座を奪い、レイカーズの快進撃の立役者となった。このシーズンのレイカーズは65勝17敗でウェスタン・カンファレンス首位となった。このシーズンのアリーザの平均得点は8.9得点でスティールはシーズンを通して、チーム最多の137スティールだった。2009年3月9日のポートランド・トレイルブレイザーズ戦ではルディ・フェルナンデスにフレグラントファウルをして退場となった。
その年のプレーオフ、レイカーズは1回戦ユタ・ジャズとの第1戦では自己ベストの21得点を記録した。カンファレンス決勝デンバー・ナゲッツとの第1戦ではチャウンシー・ビラップスへのインバウンズパスをスティールし、第3戦でも残り1分を切ったところでケニオン・マーティンからカーメロ・アンソニーへのパスをスティールしファイナル進出に貢献した。NBAファイナルでは、ドワイト・ハワード、ラシャード・ルイス、ヒドゥ・ターコルーを擁する古巣オーランド・マジックと対戦。第4戦では前半に6本のシュート全てをはずしたものの第3Qに13得点を記録するなどオーバータイムでのチームの優勝に貢献した。第5戦ではヘド・ターコルーとのマッチアップはヒートアップし、額をくっつけ合いながら言い合いをして、ダブルテクニカルファールをとられた。

### ヒューストン・ロケッツ
2009年7月3日、フリーエージェントとなりヒューストン・ロケッツと5年総額3300万ドルで契約した。同時期にロケッツのロン・アーテストがアリーザとほぼ同額の契約金でレイカーズに移籍しており、実質的なトレードのような形となった。優勝チームの選手の中でも特にアリーザの守備面での貢献は高く評価されており、ロケッツでは更に攻撃面にも積極的に参加し、チームの将来を担うエースとしての役割を求められた。チームのエースであるトレイシー・マグレディからは自身の背番号「1」を譲られ、出場時間の増加に伴い各分野の成績も軒並み上昇。同年10月31日のブレイザーズ戦では自己ベストの31得点を記録し、2010年4月14日には、26得点、10リバウンド、10アシストの成績でキャリア初となるトリプルダブルを記録するなど、チームの中心選手として活躍した。

### ニューオーリンズ・ホーネッツ
2010年8月10日、4チームが関わる大型トレードの一環でニューオーリンズ・ホーネッツに移籍した。同年オフシーズンにホーネッツのエースクリス・ポールが低迷するチームに業を煮やして移籍をほのめかす発言をしており、チームはそれに答える形で補強を断行。アリーザ獲得はその一環であった。加齢による衰えを見せ始めていたペジャ・ストヤコビッチに代わる先発スモールフォワードとして期待がかかる。

### ワシントン・ウィザーズ
2012年6月20日、チームメイトのエメカ・オカフォーと共にワシントン・ウィザーズに移籍した。

### ヒューストン・ロケッツ
2014年7月15日、ウィザーズとニューオーリンズ・ペリカンズとの3チーム間トレードによりヒューストン・ロケッツに移籍した。

### フェニックス・サンズ
2018年7月6日、フェニックス・サンズと契約した。

### ワシントン・ウィザーズ
2018年12月17日、ケリー・ウーブレとオースティン・リバースとのトレードで4シーズンぶりにワシントン・ウィザーズに復帰した。

### サクラメント・キングス
2019年7月7日にサクラメント・キングスと2年2500万ドルで契約した。

### ポートランドトレイルブレイザーズ
2020年1月20日にケント・ベイズモア、アンソニー・トリバー、2つの2巡目指名権とのトレードで、ウィニエン・ガブリエル、ケイレブ・スワニガンとともにポートランド・トレイルブレイザーズへ移籍した。

### マイアミ・ヒート
2020年オフに複数のトレードを経てオクラホマシティ・サンダーへ移籍したが、再建中のサンダーでのプレーを望まず、1試合も出場しなかった。その後、2021年3月17日にメイヤーズ・レナードと将来の2巡目指名権とのトレードでマイアミ・ヒートへ移籍した。

### ロサンゼルス・レイカーズ
2021年8月6日にロサンゼルス・レイカーズとベテラン最低保証額で契約した。
2022年4月7日にレイカーズから解雇された。

## プレースタイル
守備力に定評のあるエースストッパー。長い手足と抜群の瞬発力を持ち、スティール数はリーグ上位。クイックネスとディフェンス能力からコブラとフィル・ジャクソンにあだ名されている。アリウープにも対応可能であり、近年はジャンプシュートも改善され、ゴールから遠くても得点できる能力を身に付けている。ロケッツ移籍後は得点機会が増えたことでスリーポイントシュートも安定し、評価を更に高めている。

## 私生活
1996年3月18日に弟がベネズエラのカラカスにあるホテルの窓から転落死した。
義父のケニー・マクラリーは1980年代半ばから終わりにかけてフロリダ大学でプレー、その後オーストラリアのNBL、シドニー・キングスでプレーしていた。

## NBA個人成績

### レギュラーシーズン
| シーズン | チーム | GP   | GS  | MPG  | FG%  | 3P%  | FT%  | RPG | APG | SPG | BPG | PPG  |
| -------- | ------ | ---- | --- | ---- | ---- | ---- | ---- | --- | --- | --- | --- | ---- |
| 2004–05  | NYK    | 80   | 12  | 17.3 | .442 | .231 | .695 | 3.0 | 1.1 | .9  | .2  | 5.9  |
| 2005–06  | NYK    | 36   | 10  | 19.7 | .418 | .333 | .545 | 3.8 | 1.3 | 1.2 | .3  | 4.6  |
| 2005–06  | ORL    | 21   | 0   | 13.8 | .400 | .000 | .700 | 3.9 | .7  | .7  | .1  | 4.7  |
| 2006–07  | ORL    | 57   | 7   | 22.4 | .539 | .000 | .620 | 4.4 | 1.1 | 1.0 | .3  | 8.9  |
| 2007–08  | ORL    | 11   | 0   | 10.5 | .452 | .000 | .533 | 2.2 | .7  | .5  | .3  | 3.3  |
| 2007–08  | LAL    | 24   | 3   | 18.0 | .524 | .333 | .683 | 3.5 | 1.5 | 1.1 | .3  | 6.5  |
| 2008–09  | LAL    | 82   | 20  | 24.4 | .460 | .319 | .710 | 4.3 | 1.8 | 1.7 | .3  | 8.9  |
| 2009–10  | HOU    | 72   | 71  | 36.5 | .394 | .334 | .649 | 5.6 | 3.8 | 1.8 | .6  | 14.9 |
| 2010–11  | NOH    | 75   | 75  | 34.7 | .398 | .303 | .701 | 5.4 | 2.2 | 1.6 | .4  | 11.0 |
| 2011–12  | NOH    | 41   | 41  | 32.9 | .417 | .333 | .775 | 5.2 | 3.3 | 1.7 | .6  | 10.8 |
| 2012–13  | WAS    | 56   | 15  | 26.3 | .417 | .364 | .821 | 4.8 | 2.0 | 1.3 | .4  | 9.5  |
| 2013–14  | WAS    | 77   | 77  | 35.4 | .456 | .407 | .772 | 6.2 | 2.5 | 1.6 | .3  | 14.4 |
| 2014–15  | HOU    | 82   | 82  | 35.7 | .402 | .350 | .853 | 5.6 | 2.5 | 1.9 | .3  | 12.8 |
| 2015–16  | HOU    | 81   | 81  | 35.3 | .416 | .371 | .783 | 4.5 | 2.3 | 2.0 | .3  | 12.7 |
| 2016–17  | HOU    | 80   | 80  | 34.7 | .408 | .343 | .738 | 5.7 | 2.2 | 1.8 | .3  | 11.7 |
| 2017–18  | HOU    | 67   | 67  | 33.9 | .412 | .368 | .854 | 4.4 | 1.6 | 1.5 | .2  | 11.7 |
| 2018–19  | PHX    | 26   | 26  | 34.0 | .379 | .360 | .837 | 5.6 | 3.3 | 1.5 | .3  | 9.9  |
| 2018–19  | WAS    | 43   | 43  | 34.1 | .409 | .322 | .777 | 5.3 | 3.8 | 1.2 | .3  | 14.1 |
| 2019–20  | SAC    | 32   | 0   | 24.7 | .388 | .352 | .778 | 4.6 | 1.6 | 1.1 | .2  | 6.0  |
| 2019–20  | POR    | 21   | 21  | 33.4 | .491 | .400 | .872 | 4.8 | 2.0 | 1.6 | .4  | 11.0 |
| 2020–21  | MIA    | 30   | 27  | 28.0 | .411 | .350 | .773 | 4.8 | 1.8 | 1.0 | .6  | 9.4  |
| 2021–22  | LAL    | 24   | 11  | 19.3 | .333 | .270 | .556 | 3.4 | 1.1 | .5  | .3  | 4.0  |
| 通算     | 通算   | 1118 | 769 | 29.5 | .422 | .351 | .731 | 4.8 | 2.1 | 1.5 | .3  | 10.4 |

### プレーオフ
| シーズン | チーム | GP  | GS | MPG  | FG%  | 3P%  | FT%  | RPG | APG | SPG | BPG | PPG  |
| -------- | ------ | --- | -- | ---- | ---- | ---- | ---- | --- | --- | --- | --- | ---- |
| 2007     | ORL    | 4   | 0  | 11.8 | .313 | .000 | .250 | 2.3 | 1.3 | .2  | 0   | 2.8  |
| 2008     | LAL    | 8   | 0  | 5.6  | .583 | .250 | .500 | 1.4 | .1  | .1  | .1  | 2.1  |
| 2009     | LAL    | 23  | 23 | 31.4 | .497 | .476 | .563 | 4.2 | 2.3 | 1.6 | .4  | 11.3 |
| 2011     | NOH    | 6   | 6  | 40.2 | .412 | .333 | .727 | 6.5 | 3.3 | 1.3 | .5  | 15.5 |
| 2014     | WAS    | 11  | 11 | 37.0 | .481 | .446 | .778 | 8.9 | 1.7 | 1.5 | .4  | 13.6 |
| 2015     | HOU    | 17  | 17 | 38.5 | .426 | .375 | .905 | 6.4 | 2.6 | 1.8 | .1  | 13.2 |
| 2016     | HOU    | 5   | 5  | 36.2 | .255 | .143 | .750 | 4.2 | .8  | 2.6 | .2  | 6.6  |
| 2017     | HOU    | 11  | 11 | 37.5 | .423 | .377 | .929 | 5.1 | 2.1 | 1.3 | .2  | 10.7 |
| 2018     | HOU    | 17  | 17 | 34.2 | .360 | .286 | .742 | 3.8 | 1.3 | 1.1 | .1  | 8.8  |
| 2021     | MIA    | 4   | 4  | 24.0 | .304 | .294 | .000 | 5.8 | .5  | .8  | .3  | 4.8  |
| 通算     | 通算   | 106 | 94 | 32.0 | .423 | .365 | .722 | 5.0 | 1.8 | 1.3 | .2  | 10.1 |